# 메간 트레이너
메간 트레이너로도 불리는 메건 엘리자베스 트레이너(영어: Meghan Elizabeth Trainor, 영어 발음: /ˈmɛɡən ˈtɹeɪnɚ/, 1993년 12월 22일~)는 미국의 싱어송라이터, 텔레비전 진행자이다. 2014년 에픽 레코드와 계약한 후 데뷔 싱글 〈All About That Bass〉를 발매하며 주목받았으며, 이 곡은 미국, 영국, 캐나다, 호주를 포함한 여러 국가에서 1위를 기록하며 국제적인 성공을 거두었다. 또한 전 세계적으로 1,100만 장 이상의 판매고를 올렸다.
트레이너의 메이저 레이블 데뷔 정규 앨범 《Title》(2015)은 미국 빌보드 200에서 1위로 데뷔했으며, 〈Lips Are Movin〉과 〈Like I'm Gonna Lose You〉를 싱글로 포함하고 있다. 후속 정규 앨범 《Thank You》(2016)의 리드 싱글 〈No〉는 앨범과 함께 각각 차트 3위를 기록했다. 2020년, 트레이너는 세 번째 정규 앨범 《Treat Myself》와 크리스마스 앨범 《A Very Trainor Christmas》를 발매했다. 이후 《Takin' It Back》(2022)과 《Timeless》(2024)를 연이어 발표했으며, 전자에는 히트 싱글 〈Made You Look〉이 수록되었다.  
트레이너의 가사는 여성성, 신체 이미지, 자기 계발 등의 주제를 자주 다루지만, 일부에서는 반(反)페미니즘적이라는 비판을 받기도 했다. 그녀의 음악은 1950년대 대중음악에서 영향을 받았으며, 팝, 알앤비, 두왑, 블루아이드 소울 장르를 혼합한 스타일을 특징으로 한다. 그녀는 그래미상을 비롯해 ASCAP 팝 뮤직 어워드 4회, 피플스 초이스 어워드, 빌보드 뮤직 어워드 2회 등의 수상 경력을 보유하고 있다.  
음반 활동 외에도 애니메이션 영화 스머프: 비밀의 숲(2017)과 플레이모빌: 더 무비(2019)에서 목소리 연기를 맡았으며, 음악 경연 프로그램 The Four: Battle for Stardom(2018), The Voice UK(2020), Australian Idol(2023)에서 심사위원으로 활약했다.

## 음반 목록
- 《Title》 (2015)
- 《Thank You》 (2016)
- 《Treat Myself》 (2020)
- 《A Very Trainor Christmas》 (2020)
- 《Takin' It Back》 (2022)
- 《Timeless》 (2024)

## 작품 목록
- 스머프: 비밀의 숲(2017)